# Homme nouveau (idéologie politique)
Le projet de façonner un homme nouveau est généralement associé aux idéologies totalitaires du vingtième siècle.

## Dans l'idéologie communiste

### Un héros travailleur dévoué au parti

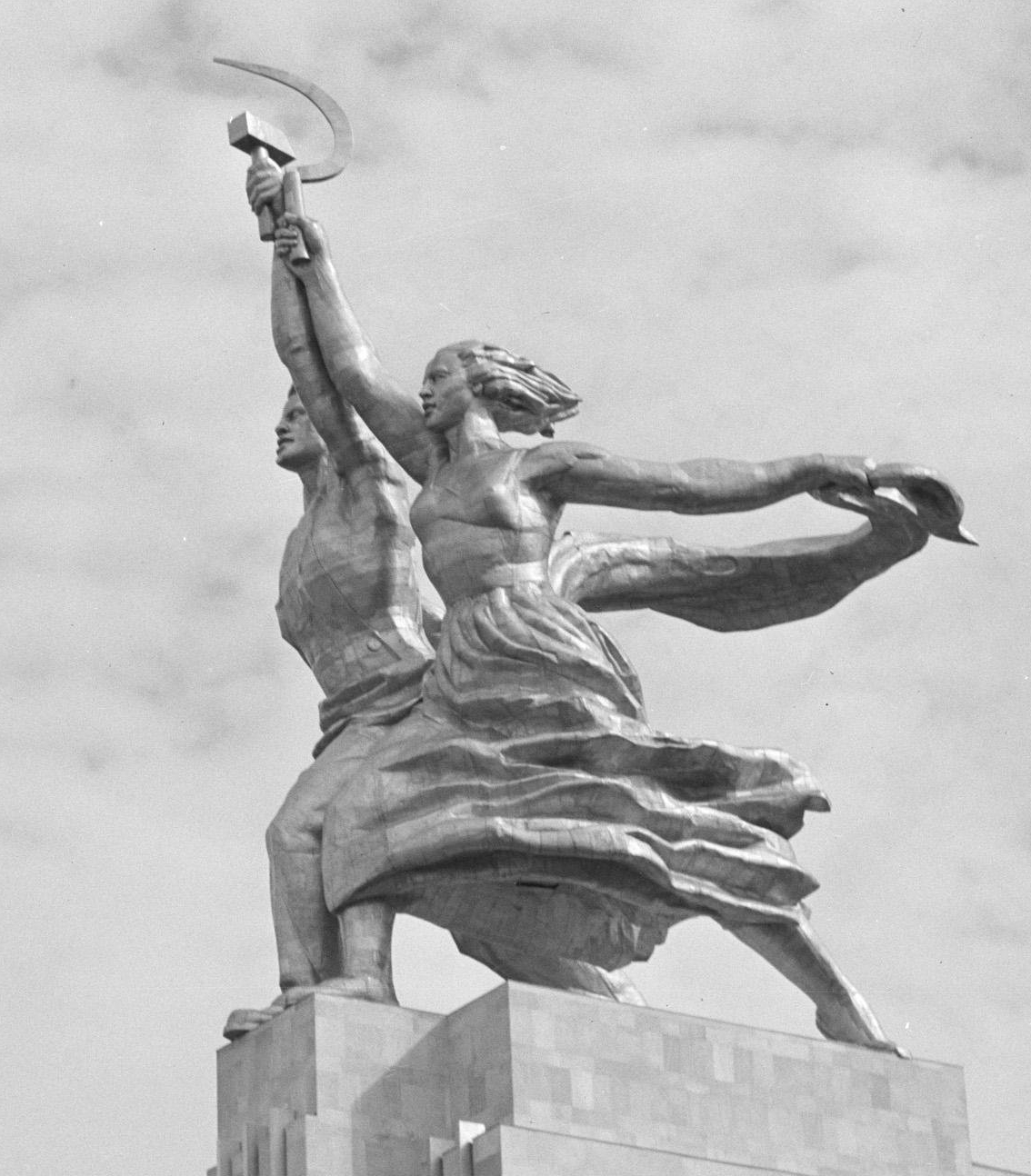
L'Ouvrier et la kolkhozienne de Vera Moukhina

Dans le discours tenu au congrès des jeunes communistes de 1919, Lénine parle de « l’homme nouveau soviétique » qui « aime le parti et qui travaille avec abnégation pour le bien de la patrie socialiste ».
L’homme nouveau doit être un militant héroïque plein d’enthousiasme, qui obéit au parti de manière inconditionnelle.

### Types d'hommes nouveaux
Après l’arrivée des Bolchéviques au pouvoir, la propagande soviétique diversifie les modalités de réalisation de l’homme nouveau, dont les incarnations sont devenues multiples : celles de l’ouvrier stakhanoviste, de soldat, du militant du parti, de l’agent de sécurité. 
- Sur le modèle de l’ouvrier-mineur d’élite qu'est Stakhanov est créé le stakhanovisme par des appels aux ouvriers d’élite des autres secteurs. C'est l’une des méthodes par lesquelles l'URSS tente d’impulser la productivité du travail[2].

- La littérature soviétique axée sur la thématique de la guerre civile met en relief quelques figures héroïques de commandants comme le cavalier Semion Boudienny, qui devient maréchal de l’Union soviétique. Le soldat russe, quoique simple membre de la collectivité, est un citoyen appartenant à une élite caractérisée par un esprit de sacrifice illimité pour la patrie socialiste[2] .

### La rééducation
Le fameux principe : « celui qui s’est rééduqué, rééduque les autres », énoncé dans l’ouvrage de Nikolaï Tchernychevski : Que faire ? (1860), génère des méthodes pédagogiques caractéristiques du totalitarisme communiste dont s’inspire ultérieurement l’idéologie nazie. 
Le pédagogue et écrivain soviétique Anton Makarenko (1888-1939) est considéré comme l’un des fondateurs de la pédagogie communiste. « L’éducation par le travail et pour le travail », « l’éducation par la collectivité et pour la collectivité » vont devenir les principes fondamentaux de cette pédagogie. Le concept de rééducation défini par Makarenko s’applique principalement aux délinquants, aux anciens opposants politiques ou aux « ennemis de classe ». « Les principes de Makarenko furent imposés par les constitutions de tous les pays socialistes ». Des campagnes politiques de « rééducation » sont menées dans les pays d'Europe de l'Est et dans les années 1960 en Chine populaire où 30 millions « d’ennemis du peuple », internés dans des camps de concentration, sont soumis à des méthodes éducatives dures (tortures physiques et psychiques).
Selon Alexandre Zinoviev ,l'homme nouveau soviétique, qu'il appelle « homocus » (l'« homo sovieticus ») est marqué principalement par le collectivisme : « la plus grande perte pour l’homo sovieticus est d’être séparé du collectif (...). L’implication dans la vie d’un collectif (..) est le fondement de notre psychologie. L’esprit d’un homocus (homo sovieticus) est sa participation à la vie collective ».

## Dans l'idéologie fasciste
On appelle communément « fascistes » des régimes caractérisés par l'autoritarisme de l’État et l'exercice de la propagande ; en dépit des ressemblances qui les unissent, les régimes dirigés par Mussolini, Hitler, Franco et Salazar élaborent des modèles différents de l'homme nouveau[réf. nécessaire].

### Fascisme italien
Le régime de Mussolini peut être considéré comme totalitaire, et non pas seulement comme une dictature nationaliste, dans la mesure où il essaie de « modeler la conscience individuelle et collective selon un modèle d'homme nouveau, en privant les êtres humains de leur individualité, de manière à les transformer en éléments cellulaires de la collectivité nationale ». Cet homme nouveau sera « héroïque, prêt à tous les sacrifices, durci par une éducation spartiate, totalement soumis à l’État et à son chef » ; « l'idéal reste classiquement celui du paysan-soldat qui a donné à Rome son empire sur le monde ».

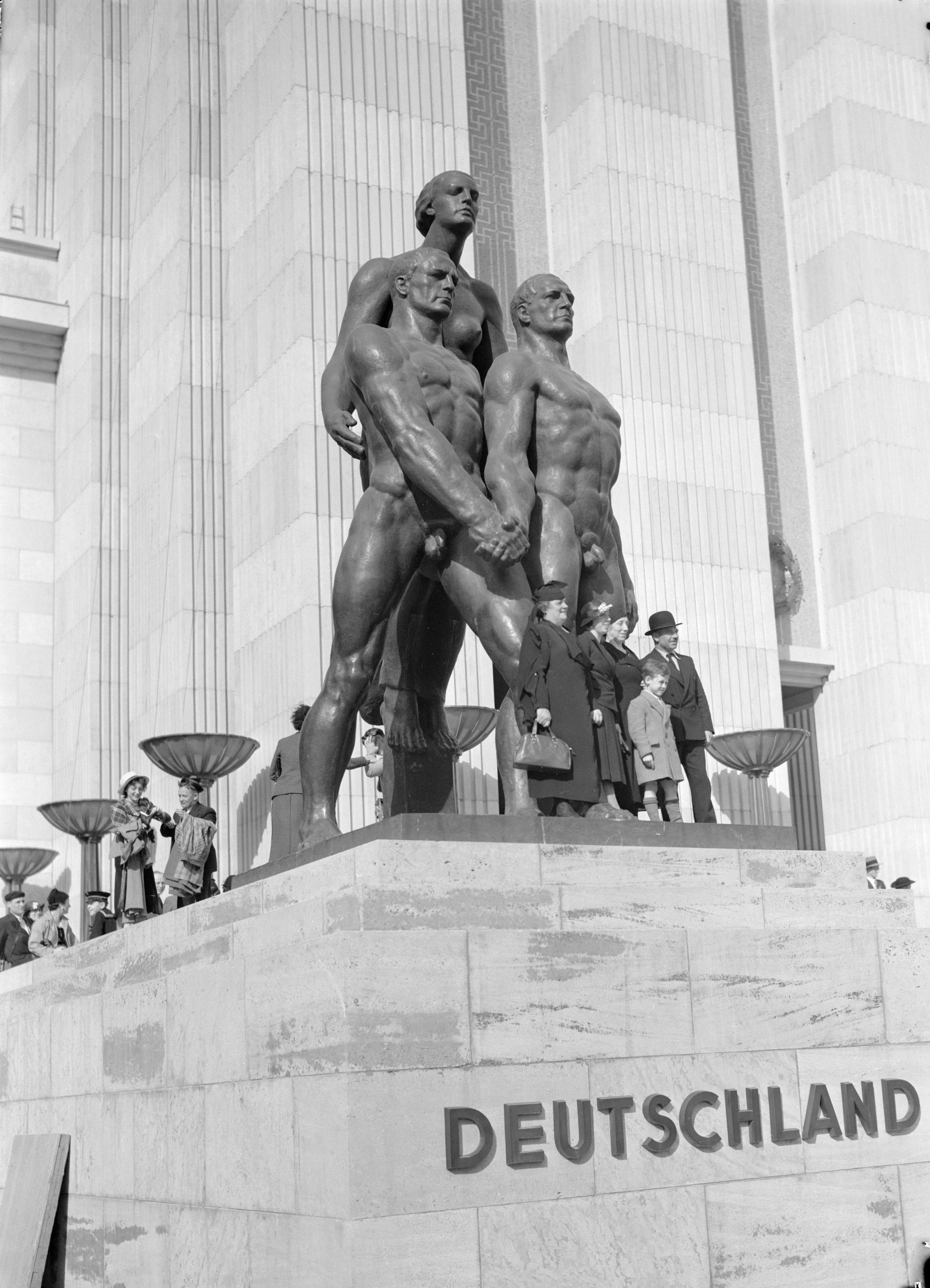
Sculpture de Josef Thorak, artiste officiel du Troisième Reich

### Nazisme

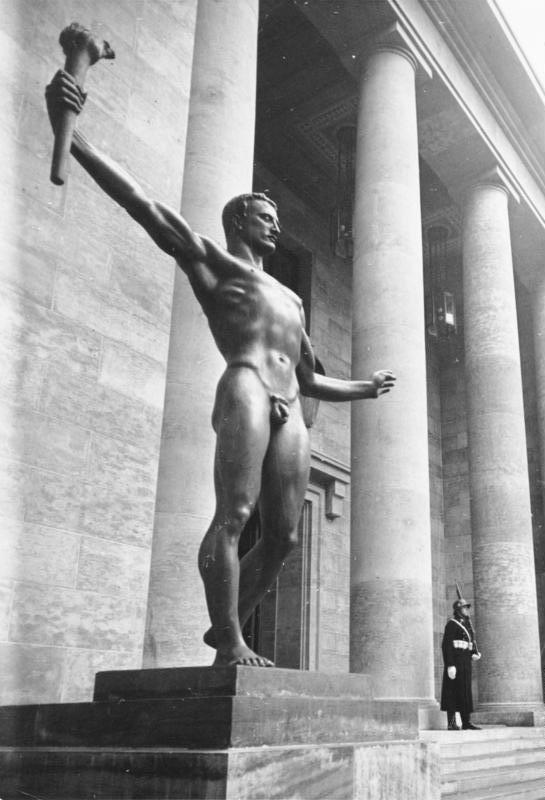
Le Parti et l'Armée, sculpture commandée par Hitler à Arno Breker

Les idéologues nazis voulaient former un homme nouveau « discipliné, sportif, héroïque, dévoué », « un homme qui est un maître, formé à mater les nouveaux esclaves », « détaché de l'idée de péché originel qui invite à la compassion pour les faibles ».
Selon l'historien Johann Chapoutot, si l'on considère habituellement que le nazisme, le fascisme italien et le stalinisme soviétique ont en commun le projet de créer un « homme nouveau », en réalité l'idéologie nazie veut « recréer l’homme archaïque » ; il s'agit pour les nazis de « retrouver l’homme ancien recouvert et oublié par des siècles d’aliénation culturelle et physique ». L'aliénation culturelle aurait été la conséquence, pour les nazis, de l’évangélisation chrétienne (ou judéo-chrétienne), de la pensée des Lumières, de la Révolution française etc.. Quant à l'aliénation physique, elle prend la forme de la dégénérescence ; elle est la conséquence selon les nazis des mélanges raciaux qui dégradent le patrimoine génétique germanique. La rééducation et la zootechnique devraient permettre de retrouver le noyau archaïque de la race germanique grâce à ses éléments les plus sains.

## Débats historiographiques
Certains historiens ont pu considérer que le communisme, plus que le fascisme, avait eu l'intention de former un homme nouveau : en effet le communisme dans sa relation à la religion, au capital, et  à l'autocratie, apparaît plus nettement en rupture avec l'ordre ancien. Cependant, l'historiographie actuelle insiste sur l'importance dans les idéologies fascistes de la figure de l'homme nouveau, modèle idéalisé, révolutionnaire, qui s'oppose à l'homme décadent que serait le « bourgeois », le « dégénéré », le « Juif »,.

## L'homme nouveau dans les arts

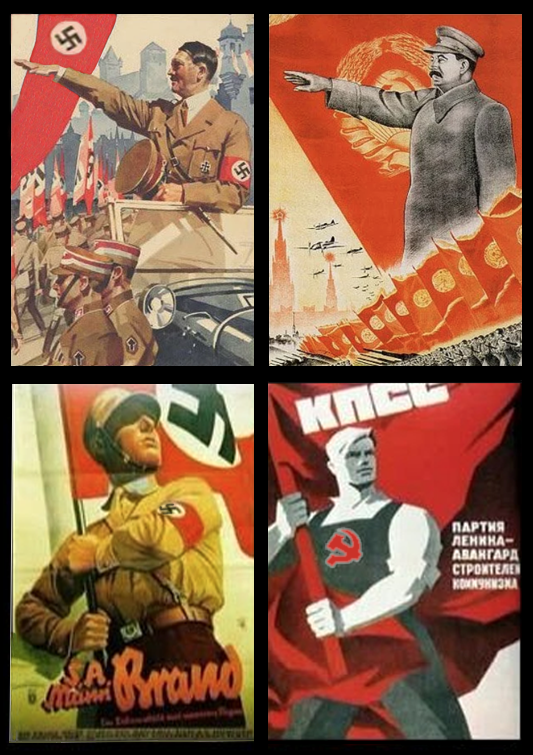
Affiches de propagande allemandes et soviétiques des années 1930 : l'« Homme nouveau », héros vaillant et musclé, se dresse contre l'ancien monde sous l'égide éclairée d'un guide tout-puissant issu du peuple qui, en 1949, inspirera à George Orwell le personnage de Big Brother de son roman 1984.

### Littérature
Lénine trouve le portrait de l'« homme nouveau » dans le texte de Nikolaï Tchernychevski : « Que faire ? » (1860) dont le sous-titre est précisément « Esquisse des hommes nouveaux »,. « L’auteur fut considéré par Lénine comme son mentor. Rahmetov – le héros principal du livre – fut le modèle décisif pour l’élaboration du prototype léniniste de « l’homme nouveau ». Jusqu’en 1917, la vie révolutionnaire de ceux qui se considéraient comme les « hommes nouveaux » de la Russie a ainsi été une imitation de Tchernychevski et de son héros , Rahmetov »

### Arts visuels

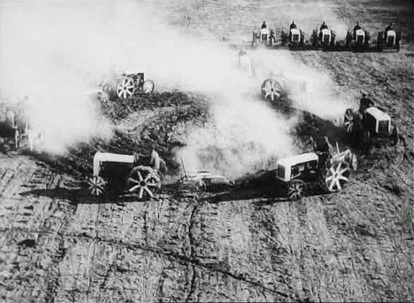
Scène du film d'Eisenstein La Ligne générale, l'Ancien et le Nouveau.

- « Le film d’Eisenstein, La Ligne générale, qui date de 1929, a pour sous-titre L’Ancien et le nouveau : des paysans soviétiques imprégnés des mentalités du XIXe siècle tentent de faire obstacle au progrès et à la formation de fermes modernes, dotées d'une technologie de pointe, plus hygiéniques. « Cette opposition paysanne obtuse justifie les mesures coercitives du pouvoir »[10].

- Luis Trenker, dans son film Le Capitaine de Florence (1937), transpose au Moyen-Âge les représentations politiques du fascisme italien ; il montre un héros issu du peuple qui se dresse contre le «patriarcat décadent» des cités médiévales[4].

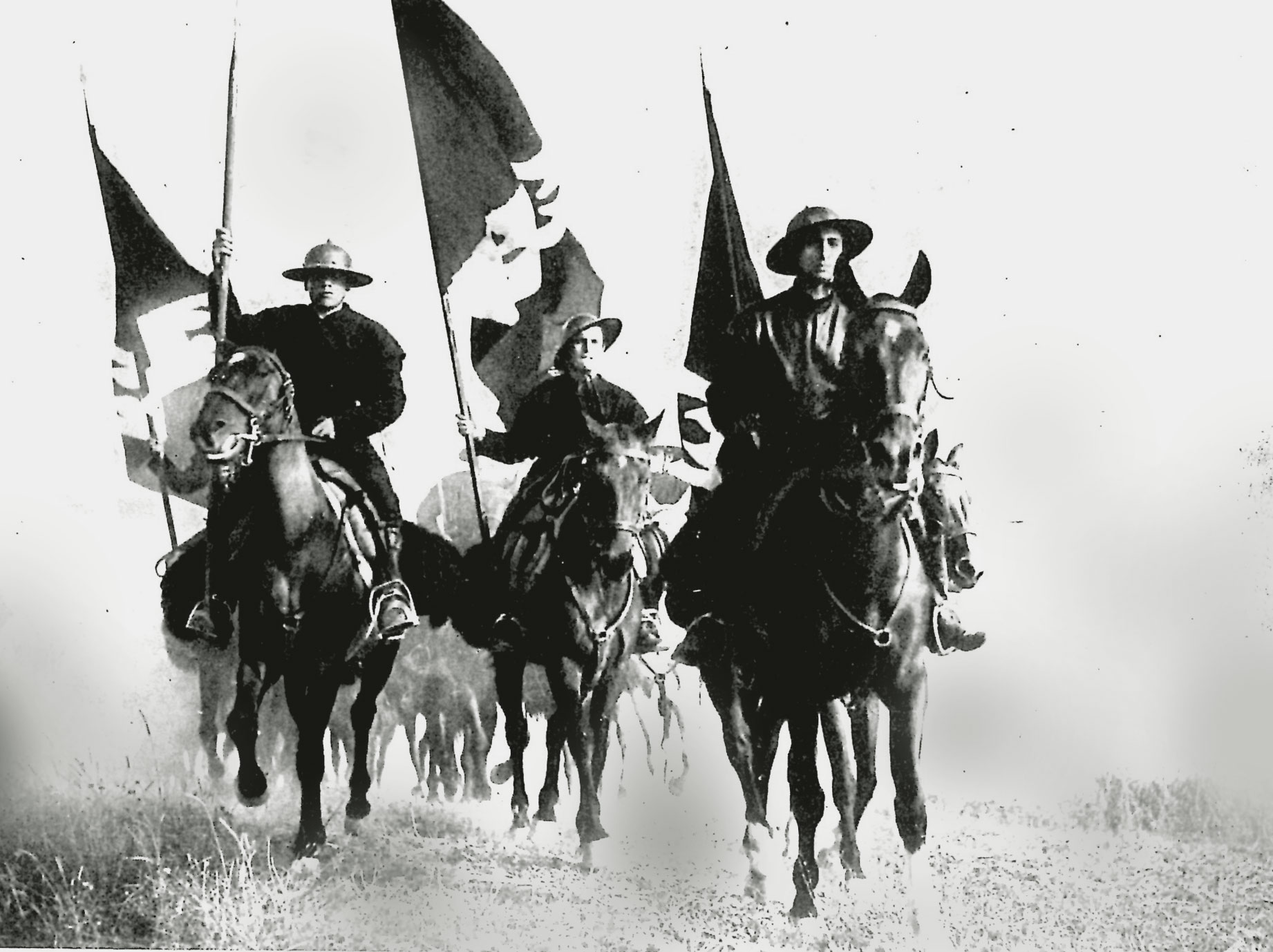
Scène du film I Condottieri

- En URSS, dans les représentations artistiques, un nouveau type physique s’impose rapidement : celui de « nouveaux hommes, sains, vigoureux, athlétiques », des ouvriers aux larges épaules et des kolkhoziennes aux hanches généreuses, type que l’on trouvera, dans les années 1930, sur des photographies de Rodtchenko, dans des tableaux, des films, des affiches ou des sculptures, comme celle, monumentale, de Véra Moukhina, L'Ouvrier et la Kolkhozienne, créée pour l’exposition universelle de 1937[10].

- Dans l'art officiel nazi, la sculpture et la peinture notamment; l'homme nouveau se caractérise par sa beauté nordique ; « les nus d'Arno Breker et de Josef Thorak devaient figer dans la pierre et livrer à la contemplation et à l’admiration du peuple les torses, profils et cuisses des types achevés de la race[12] ».